# 鉄亜鈴

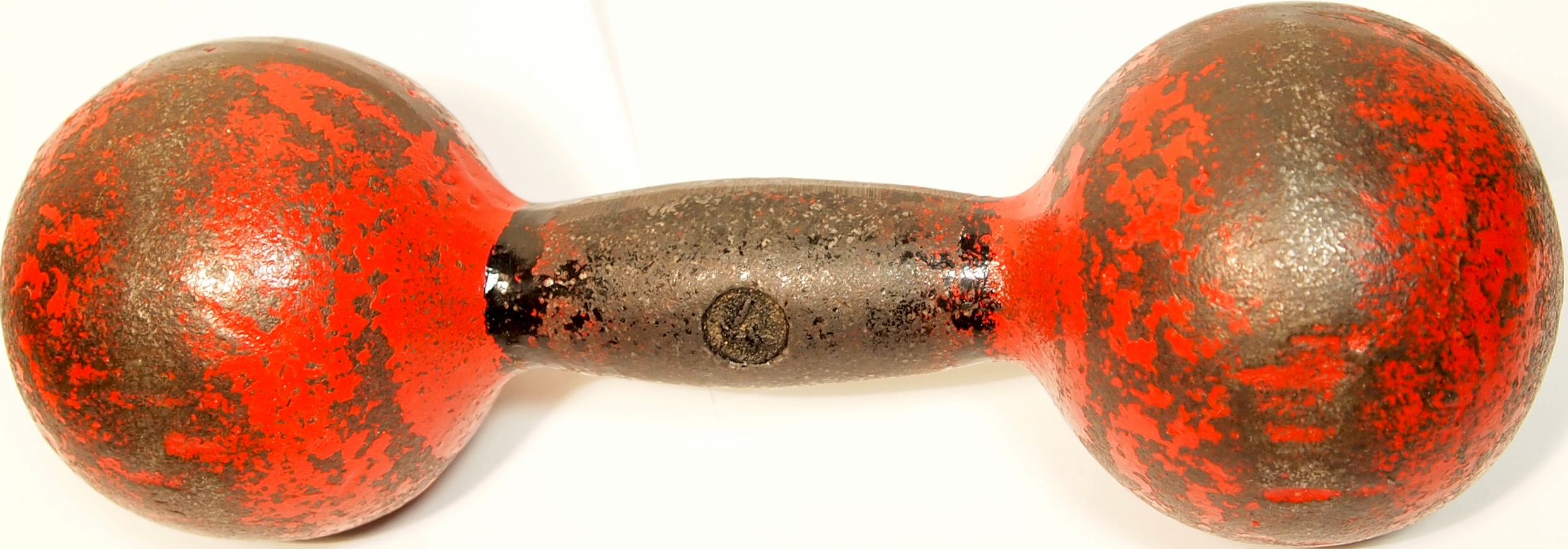
伝統的な鉄亜鈴。重しの形が鈴のように見える。

鉄亜鈴（てつあれい）またはダンベル （英語: dumbbell）とは筋肉を鍛練するために用いられる、棒の両端に鋳鉄製の重しが付いた体操器具である。鉄唖鈴、鉄アレイとも書く。

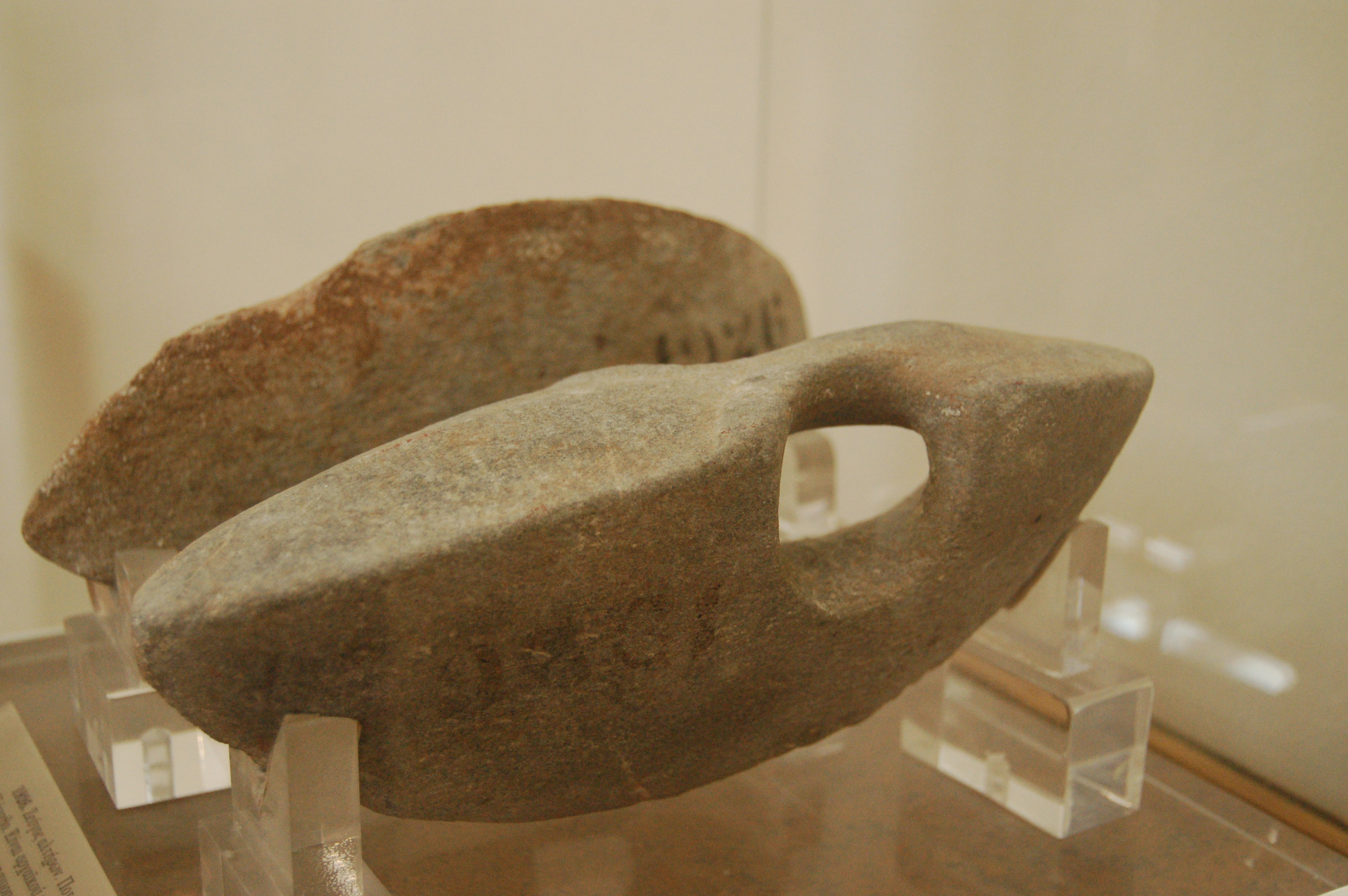
古代ギリシャで用いられた亜鈴（ハルテレス）。アテネ国立考古学博物館所蔵

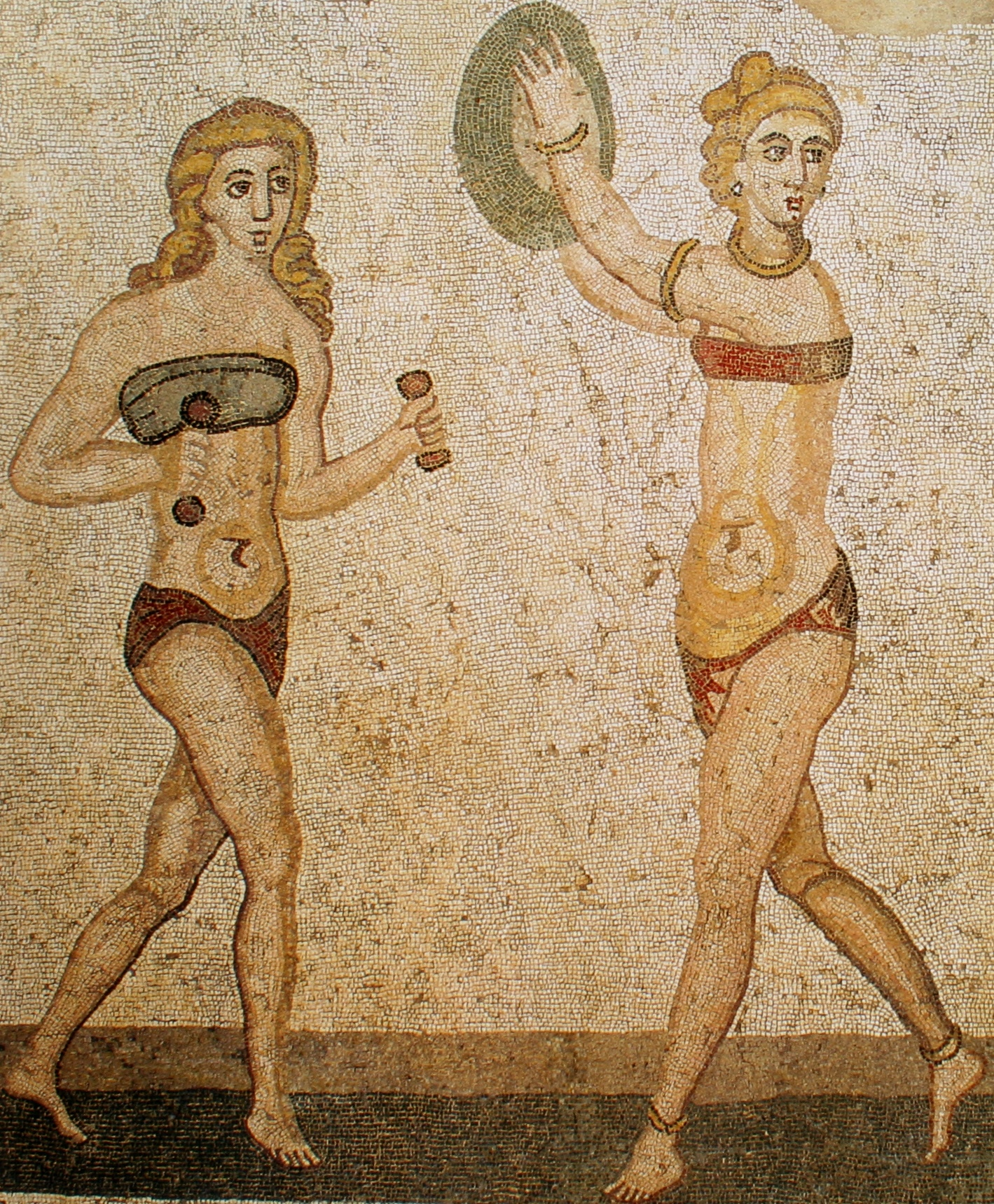
4世紀シチリアに残されたモザイク画

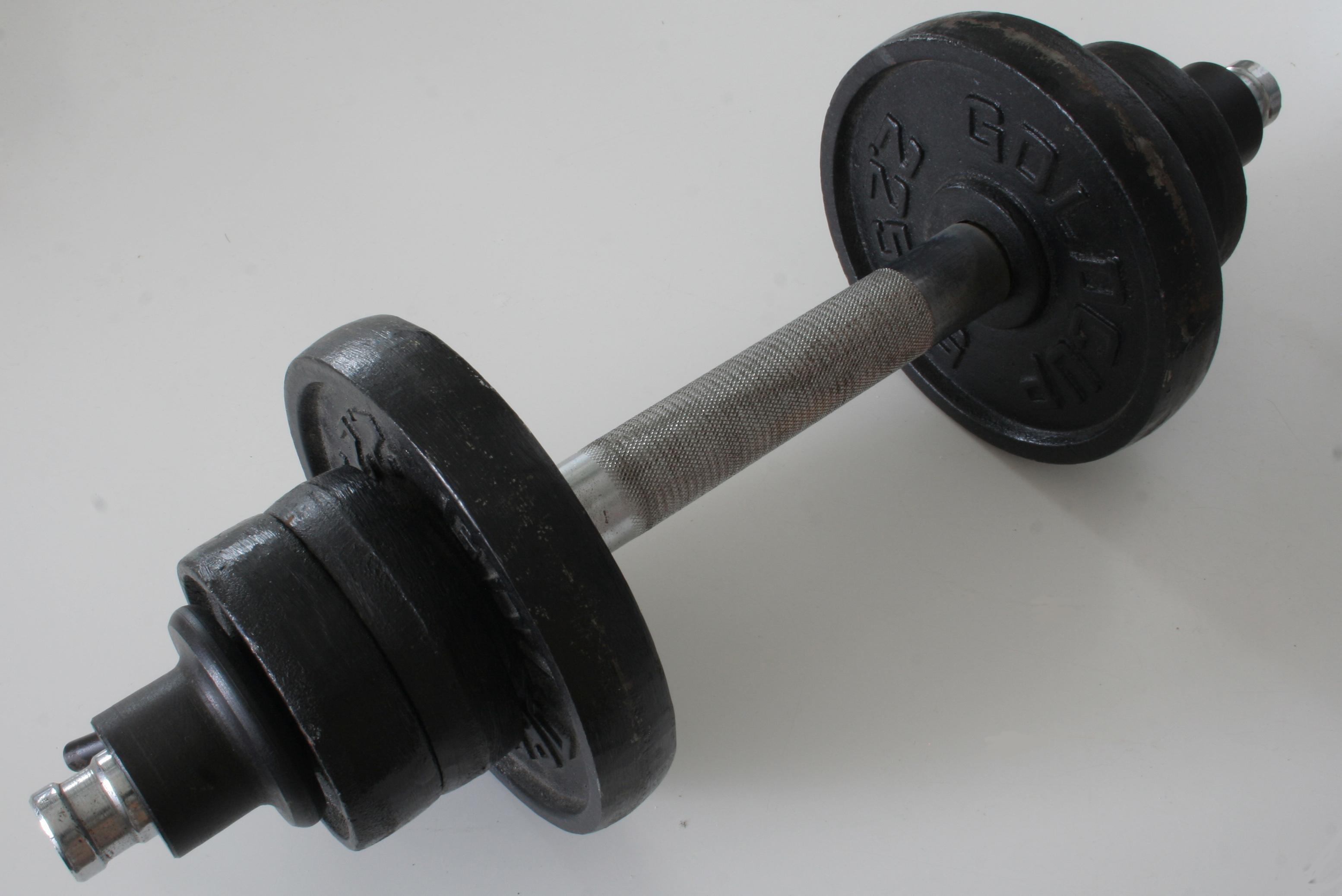
着脱式鉄亜鈴

亜鈴は、重量による負荷を運動に付与することで、筋力をつけたり、消費カロリーを増やすなど、運動の効果を高めるものとして利用されている。様々な製品が流通しており、利用の目的や利用者の体力に合わせ、様々な形状のものがあり、トレーニングのために筋肉を意識しやすいように、握り手の部分の形状が工夫され、重量も目的に応じて適宜選べるようになっている。
プラスチック製の容器に水を充填して使用する簡易な製品をはじめ、重量のあるものでは重しの周辺にゴムを巻いて騒音対策をしたものなども見られ、重量も様々である。日本では1990年代後半頃からの健康ブームの一端で、「ダンベル体操」という家庭向けのフィットネスも登場しており、ホームセンターやスポーツ用品店などでも見かける。
ジム等にある、着脱式ダンベルや固定式ダンベルはバーベルの様に、短いバー（シャフト）にプレートをはめているものが多いが、他にも、バーとボール状になっている部分が一つになっている形のもの（一つになっているため、これによって、固定する必要が無いもの。）もある。

## 名前の由来とその歴史

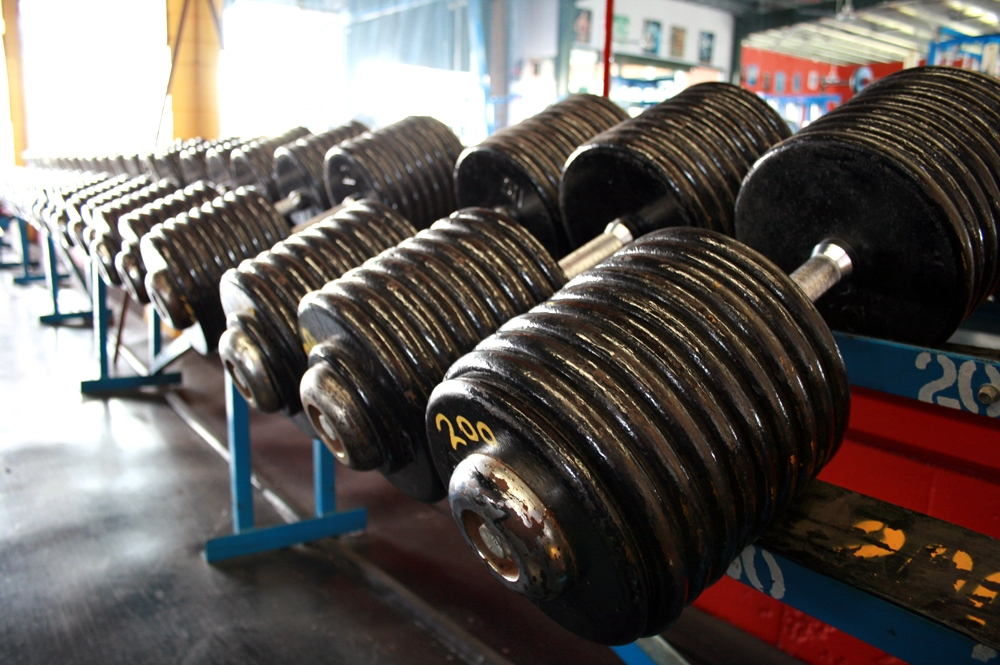
固定式鉄亜鈴

亜鈴の前身は古代ギリシャで用いられていたハルテレスとされている。半円形の石に持ち手の穴をあけた形状で、ウエイトトレーニングの他に走り幅跳びの際に用いられていた。古代ローマにおいては、シチリアのヴィッラ・ロマーナ・デル・カサーレに現代の亜鈴によく似た器具で運動する女性を描いたモザイク画（4世紀）が残されている。 またインドでは千年以上にわたりナルと呼ばれる棍棒の一種をトレーニングに用いていた。
英語のdumb（音のしない）bell（鐘）という表現は18世紀イギリスに登場する。1711年、イギリスの随筆家ジョゼフ・アディソンが日刊紙「スペクテイター」にて「dumb bell」を用いた運動に言及している。ただし、ここで触れられているダンベルの具体的な形状はよく分かっていない。オックスフォード英語辞典にも「教会の鐘を鳴らす器具に似た、ただし鐘部分が無く音のしない（dumb）もの」との説明があり、西洋式の鐘つきである紐を引く動作に運動であった、あるいは教会のハンドベルの舌を取り除いたものをウエイトトレーニングに用いていたとの俗説もあるが、正確な出典は明らかになっていない。
日本語の「唖鈴（あれい）」は、「dumbbell」 を直訳した語であるが、「唖（おし、口が利けないこと）」の字は現在差別用語とみなされるため、一般的に代用字の「亜」を用いて「亜鈴」と表記する。片仮名で「アレイ」と表記されることもある。